# Bojana Jovanovski Petrović
Bojana Jovanovski Petrović (cyr. Бојана Јовановски Петровић; ur. 31 grudnia 1991 w Belgradzie) – serbska tenisistka.

## Kariera tenisowa
Zwyciężczyni trzech turniejów WTA i czterech turniejów rangi ITF Circuit w grze pojedynczej, reprezentantka Serbii od 2009 roku w turniejach Fed Cup. W turniejach głównych WTA zadebiutowała podczas meczu turnieju rozgrywanego w Kuala Lumpur w 2010 roku. Przegrała wówczas z Jeleną Diemientjewą. Jej trenerem jest Zoran Jovanovski. W 2013 roku doszła do czwartej rundy Australian Open. Uległa w niej późniejszej półfinalistce, Sloane Stephens, wynikiem 1:6, 6:3, 5:7.

## Finały turniejów WTA
| Legenda                     | Legenda |
| --------------------------- | ------- |
| Wielki Szlem                |         |
| Igrzyska olimpijskie        |         |
| WTA Tour Championships      |         |
| 2009 – 2020                 |         |
| WTA Premier Mandatory       |         |
| WTA Premier 5               |         |
| WTA Premier                 |         |
| WTA International Series    |         |
| WTA 125K series (2012–2020) |         |

### Gra pojedyncza 5 (3-2)
| Końcowy wynik | Nr | Data             | Turniej  | Nawierzchnia | Przeciwniczka   | Wynik finału     |
| ------------- | -- | ---------------- | -------- | ------------ | --------------- | ---------------- |
| Zwyciężczyni  | 1. | 28 lipca 2012    | Baku     | Twarda       | Julia Cohen     | 6:3, 6:1         |
| Zwyciężczyni  | 2. | 14 września 2013 | Taszkent | Twarda       | Wolha Hawarcowa | 4:6, 7:5, 7:6(3) |
| Zwyciężczyni  | 3. | 27 września 2013 | Ningbo   | Twarda       | Zhang Shuai     | 6:7(7), 6:4, 6:1 |
| Finalistka    | 1. | 27 lipca 2014    | Baku     | Twarda       | Elina Switolina | 1:6, 6:7(2)      |
| Finalistka    | 2. | 13 września 2014 | Taszkent | Twarda       | Karin Knapp     | 2:6, 6:7(4)      |

## Wygrane turnieje rangi ITF

### Gra pojedyncza
|    | Data       | Turniej   | Kat. | ($)    | Naw.   | Finalistka         | Wynik         |
| 1. | 13/07/2008 | Prokuplje | ITF  | 10 000 | ziemna | Karin Morgosova    | 6:0, 6:1      |
| 2. | 24/08/2008 | Vinkovci  | ITF  | 10 000 | ziemna | Zorica Petrov      | 6:1, 6:3      |
| 3. | 07/09/2008 | Brczko    | ITF  | 10 000 | ziemna | Gracia Radovanovic | 6:4, 3:6, 6:2 |
| 4. | 26/12/2010 | Pune      | ITF  | 25 000 | twarda | Nina Bratczikowa   | 6:4, 6:4      |